# ميان روستاق (زرين غل)
میان روستاق (بالفارسية: میان‌رستاق) هي قرية تقع في إيران في قسم زرین غل الریفي. يقدر عدد سكانها بـ 144 نسمة بحسب إحصاء 2016.